# Hypoptychidae
Las anguilas de arena (Hypoptychidae) son una familia de peces marinos y de río del orden Gasterosteiformes. Se distribuyen por la coste noroeste del océano Pacífico.
Cuerpo alartado, desnudo. Las aletas dorsal y anal encuentran situadas posteriormente. Radios blandos dorsales sobre 20. Radios blandos anales sobre 20. Aleta pectoral con 9 radios. 13 radios principales en la aleta caudal Principales, de los cuales 11 ramificados. Anillo incompleto circumorbital. Dientes premaxilar presentes solo en los machos. Costillas pleurales unos 29 pares. Acerca de 55-57 vértebras. Alrededor de 8,5 cm de longitud máxima. Tienen una sola espina y uno o dos radios blandos en las delgadas aletas pélvicas.
En su comportamiento reproductivo, las anguilas de arena no muestran cuidado de las crías.

## Géneros y especies
Existen 2 especies en sendos géneros:
- Género Aulichthys (Brevoort, 1862)
  - Aulichthys japonicus (Brevoort, 1862) - espinoso del Japón
- Género Hypoptychus (Steindachner, 1880)
  - Hypoptychus dybowskii (Steindachner, 1880) - anguila de arena de Corea